# Marcelleina pseudoanthracina
Marcelleina pseudoanthracina är en svampart som först beskrevs av Donadini, och fick sitt nu gällande namn av R. Kristiansen & J. Moravec 1987. Marcelleina pseudoanthracina ingår i släktet Marcelleina och familjen Pezizaceae.   Inga underarter finns listade i Catalogue of Life.